# Stakhanovisme

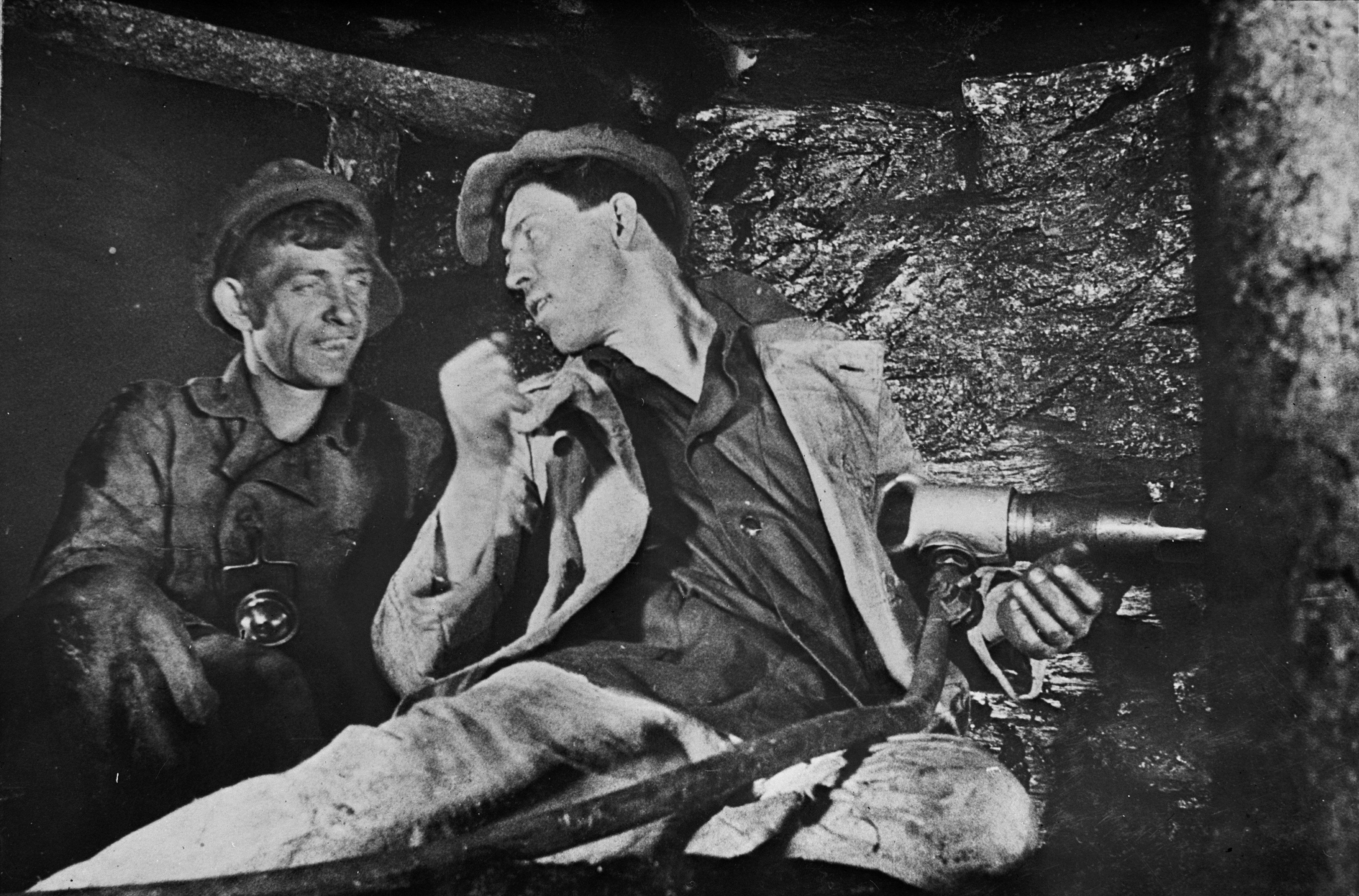
Le mineur soviétique Alekseï Stakhanov (à droite) en 1935.

Le stakhanovisme est une campagne de propagande soviétique en URSS faisant l'apologie d'un travailleur très productif et dévoué à son travail.

## Origine soviétique
Le terme provient du nom du mineur « de choc » Alekseï Stakhanov qui, dans la nuit du 30 au 31 août 1935, aurait extrait 102 tonnes de charbon en six heures, soit environ quatorze fois le quota demandé à chaque mineur.
Ce record avait été organisé par le gouvernement soviétique sous Joseph Staline pour servir de modèle aux autres salariés, afin qu'ils travaillent plus et si possible qu'ils dépassent les cadences et les quotas de travail imposés.
Le stakhanovisme s'inscrit dans une politique tentant d'accroître la productivité par un contrôle plus sévère des travailleurs. En 1932, le pouvoir instaure successivement la peine de mort pour vol de la propriété collective, le licenciement immédiat en cas d'absence et in fine le passeport intérieur. Le régime lie la productivité des ouvriers à leur paie et leur alimentation. C'est dans ce contexte que les Soviétiques publient les exploits du mineur Stakhanov. Ces exploits reposaient en réalité sur le travail de préparation d'une équipe de soutien.
Cette campagne de propagande interne fut ensuite utilisée à l'extérieur pour « démontrer » l'adhésion des travailleurs au régime staliniste, les capacités de l'« Homme Nouveau » et les extraordinaires capacités productives du régime. Dans un contexte économique de récession en Occident, l'URSS était ainsi censée rattraper et dépasser très vite le niveau de vie capitaliste occidental. Le stakhanovisme servit ainsi d'incitation à l'amélioration des cadences et de la productivité. Il était néanmoins impopulaire.

## Emploi courant
Par extension, on appelle stakhanovisme tout ce qui est fait pour accroître la productivité du travailleur au-delà de la moyenne et l'inciter à adhérer aux objectifs d'augmentation de la production, voire à s'identifier à son État. Le mot « stakhanoviste » peut également désigner une personne très efficace, volontaire et abattant une quantité de travail hors normes. Il peut devenir alors péjoratif, équivalent de l’anglais workaholic.